# Municipio de Green (condado de Madison)
El municipio de Green (en inglés: Green Township) es un municipio ubicado en el condado de Madison en el estado estadounidense de Indiana. En el año 2010 tenía una población de 7537 habitantes y una densidad poblacional de 120,61 personas por km².

## Geografía
El municipio de Green se encuentra ubicado en las coordenadas 39°59′22″N 85°49′58″O / 39.98944, -85.83278. Según la Oficina del Censo de los Estados Unidos, el municipio tiene una superficie total de 62.49 km², de la cual 62.13 km² corresponden a tierra firme y (0.58%) 0.36 km² es agua.

## Demografía
Según el censo de 2010, había 7537 personas residiendo en el municipio de Green. La densidad de población era de 120,61 hab./km². De los 7537 habitantes, el municipio de Green estaba compuesto por el 92.72% blancos, el 3.1% eran afroamericanos, el 0.19% eran amerindios, el 0.72% eran asiáticos, el 0.01% eran isleños del Pacífico, el 0.8% eran de otras razas y el 2.47% pertenecían a dos o más razas. Del total de la población el 3.22% eran hispanos o latinos de cualquier raza.